# Alice Soares
Pour les articles homonymes, voir Soares.
Alice Ardohain Soares, née le 17 juillet 1917 à Uruguaiana et morte le 21 mars 2005 à Porto Alegre, est une peintre et dessinatrice brésilienne,.
Pendant la plus grande partie de sa vie, elle travaille dans l'atelier qu'elle partage avec son amie, également peintre, Alice Brueggemann, et en plus de 60 ans de dévouement à l'art « les filles » sont le thème constant de son travail.

## Parcours
Fille d'une mère uruguayenne, Domingas Ardohain, et du médecin bahianais Deodoro Álvares Soares, incorporé dans l'armée brésilienne, Alice Soares vit à Santa Maria, Florianópolis, Rio de Janeiro et Recife.
Elle est la première artiste femme à devenir professionnelle à Rio Grande do Sul. Elle appartient à une génération pionnière de femmes qui se consacrent professionnellement à l'art. Elle crée ses œuvres la plupart du temps dans l'atelier qu'elle partage pendant plus de 40 ans avec sa collègue et amie de toujours Alice Brueggemann, située rue Marechal Floriano, puis continue à travailler dans son appartement également au Centre, où elle vit avec sa sœur cadette. Le partenariat des deux artistes a abouti au surnom « les deux Alice »,.
Elle est présidente de l'Association Rio-Grandense des Beaux-Arts Francisco Lisboa en 1963, et fondatrice et première directrice de l'École des Arts de l'UFRGS en 1964.
En 2003, Alice Soares reçoit le Prix Líderes & Vencedores, dans la catégorie Expression Culturelle.
Alice Soares est décédée d'une embolie pulmonaire et d'un arrêt cardiaque à l'hôpital Moinhos de Vento .

## Prix et reconnaissance
- 1950 : Exposition à la 1ère Biennale d'Art de São Paulo.
- 2003 : Prix Líderes & Vencedores de l'Assemblée législative du Rio Grande do Sul.